# یخ‌تاق مک‌موردو
یخ‌تاق مک‌موردو (انگلیسی: McMurdo Ice Shelf) بخشی از یخ‌تاق راس است که توسط دریاراه مک‌موردو و جزیره راس از سمت شمال و مینا بلاف در جنوب احاطه شده‌است. مطالعات نشان داده‌است که این یخ‌تاق دارای ویژگی‌های کاملاً متفاوتی با یخ‌تاق راس است و همین موضوع باعث شده تا این یخ‌تاق به نام دیگری نام‌گذاری شود.
در مارس ۲۰۱۰ و زمانی که دانشمندان از زیر این یخ‌تاق تصویربرداری کردند، گونه‌هایی از دوجورپایان زنده را کشف کردند.